# Sarah Prineas
Sarah Prineas is een Amerikaanse schrijfster uit Iowa. Ze debuteerde in 2008 met De Dief en de Magiër, dat gepubliceerd werd bij HarperCollins in de Verenigde Staten. Sinds juni 2008 werden de rechten al aan dertien andere landen verkocht. Het tweede deel, De Dief en de Magiër: Verloren verscheen in 2009. Voor ze debuteerde in 2008 met haar eerste boek, schreef Prineas korte fantasy verhalen voor volwassenen. In juli 2017 werd er bij haar borstkanker geconstateerd waar ze weer van is genezen.
In 2008 doneerde ze haar archief aan het Department of Rare Books and Special Collections in Northern Illinois University.